# NGC 5035
NGC 5035 (również PGC 46068) – galaktyka spiralna z poprzeczką (SB0-a), znajdująca się w gwiazdozbiorze Panny. Odkrył ją Edward Singleton Holden 17 marca 1881 roku.